# Hieroglyphus daganensis
El saltamontes africano del arroz (Hieroglyphus daganensis) es una especie de saltamontes de tamaño mediano que se encuentra en la región del Sahel y en el oeste subsahariano de África. Aunque no se le denomina langosta, esta especie sí posee una fase gregaria en la que muestra cambios morfológicos y conductuales (polimorfismo de fase) en el hacinamiento, y puede convertirse en una especie de plaga moderadamente importante para los pequeños agricultores de la región.

## Descripción y biología

### Adultos
El color general de los insectos adultos suele ser verde, con un tegumento brillante finamente punteado. Las antenas son más largas que la cabeza y el pronoto juntas. El pronoto es cilíndrico, con tres surcos profundos y anchos que cruzan el dorso.

### Ninfas

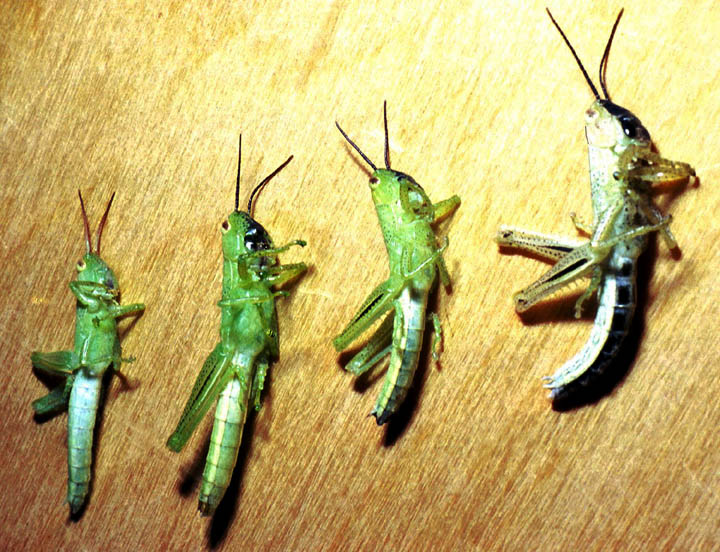
Ninfas de saltamontes de arroz en Malí, que muestran una coloración oscura (a la derecha) después del hacinamiento

El color de los insectos inmaduros puede variar según su fase durante un año particularmente fértil, las poblaciones densas de Hieroglyphus daganensis mostraron un ennegrecimiento distinto en ciertas áreas de la cutícula.

## Brotes y control
Los brotes son frecuentes en países del Sahel como Senegal, Mauritania, Burkina Faso, Malí y Níger, así como en Benín.
Un producto pesticida biológico llamado Green Muscle® basado en el hongo entomopatógeno Metarhizium acridum ahora está disponible. Las primeras demostraciones de eficacia tuvieron lugar en el norte de Benín, con pruebas de campo realizadas por el Programa LUBILOSA sobre Hieroglyphus daganensis.